# دال
الدال " د" هو الحرف الثامن من حروف الهجاء العربية، والرابع بين حروف الأبجدية العربية، ويساوي عدديًّا الرقم (4) في حساب الجُمَّل. وفي الترتيب الصوتي القديم يأتي حرف الدال في الترتيب الخامس عشر عند الخليل بن أحمد الفراهيدي، والثاني عشر عند ابن جني. وفي الترتيب الصوتي الحديث يأتي حرف الدال في الترتيب التاسع عند الطيب البكوش، وعلماء الصوتيات في مصر. وحرف الدال من حروف المباني في الكلم العربي.

## الاستخدامات المعجمية
في الجذور العربية الثلاثية، بمعجم الصحاح، لا يسبق حرف الدال بحرفي: ذ - ظ. ولا تتبعه أحرف: ت - ذ - ز- ص - ض - ط - ظ. فهو لا يشترك تتابعا مع حرفي: ذ - ظ، فنطق حرف الظاء مماثل لنطق حرف: الذال، مع فارق الإطباق.
وحرف: الذال هو المقارب الرخو لحرف: الدال الشديد. وأقوى حرف سابق أو لاحق لحرف الدال هو حرف: الراء. وقد ورد حرف الدال في: 778 جذرا ثلاثيا ورباعيا وخماسيا بالصحاح. بينها 599 جذرا ثلاثيا (170 حرفا أول، و195 حرفا ثانيا، و229 حرفا ثالثا) في الترتيب الثامن بين جذور الصحاح الثلاثية. وبينها 20 جذرا ثلاثيا مضعفا، وبينها 191 جذرا رباعيا، في الترتيب السابع بين جذور الصحاح الرباعية، وبينها 16 جذرا خماسيا في الترتيب الخامس بين جذور الصحاح الخماسية.

### الاستخدامات الصوتية
حرف الدال من الحروف الصامتة، المستفلة، المرققة الحركات في النطق، وهو صوت لثوي انفجاری مجهور. وفي نطقه يلتقى طرف اللسان بأصول الثنايا العليا ومقدم اللثة، ويضغط الهواء عند نطقه مدة من الزمن، ثم ينفصل فجأة تاركا نقطة الالتقاء، فيحدث صوت انفجاری مجهور. وهو النظير المجهور لحرف التاء المهموس.

### الاستخدامات الصرفية
إلى حرف الدال تبدل التاء في كل صيغ الافتعال ومشتقاته. وتقلب الدال زايا في صيغ الافتعال ومشتقاته التي تكون فاؤها زايا، وقد تبقى دالا كما هي.

### الاستخدامات النحوية
حرف الدال ليس من حروف المعاني. وهو من الحروف الشمسية التي تشدد في النطق بعد لام التعريف، وتهمل قبلها هذه اللام نطقا لا كتابة.

### الاستخدامات الكتابية
حرف الدال من الحروف المهملة النقط. وفي خط النسخ تكتب الدال مفردة هكذا: د، في مثل: ورد، ومتصلة بما قبلها هكذا: د، في مثل: عدی ولا تكتب الدال متصلة بما بعدها قط في أي كلمة عربية.

## خصائصة الصوتية
صوت الدال (د) صوت ساكن مُتناظر مع حرف التاء (ت). وهو لثوي، انفجاري، مجهور، مرقق. ويستخدم صوت الدال كصوت أساسي في تكوين الكلمة.

### طريقة النطق
ينطق بطريقة واحدة فسيولوجيًّا ونطقيًّا وسمعيًّا، سواء كان في أول الكلمة مثال: درجة، أو في وسط الكلمة، مثال: يدوم، أو في آخر الكلمة مثل: تأكد.

### المخرج
يخرج حرف الدال (د) في منطقة اللثة الأمامية، وبالتحديد بين مقدم اللسان واللثة العليا. الشفتان مشدودتان للخلف.

### ميكانيكية التشكيل
يلتقي مقدم اللسان مع اللثة التقاءً محكمًا.
يُحبس هواء الزفير القادم من الرئتين خلف هذا الالتقاء لفترة زمنية محسوسة.
يرتفع سقف الحنك اللين مصطحبا معه اللهاة إلى أعلى غالقا فتحة الأنف الداخلية لعدم خروج الهواء من الأنف.
يتباعد اللسان عن اللثة فجأة نتيجة لإندفاع الهواء خلفهما محدثا صوتا انفجاريا عبارة عن مزيج من الضجيج، يطلق عليه صوت الدال (د).

### التصويت الحنجري
تهتز الطيتان الصوتيتان لحظة النطق بحرف الدال (د) اهتزازًا إضافيًا فوق هزتها الطبيعية.

## معنى حرف الدال
القيمة الذاتية لحرف (صوت) الدال هي:

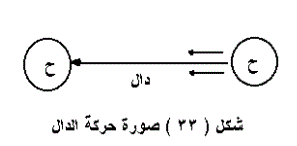
حركة الدال كما رسمها المؤلف في كتابه (اللغة الموحدة) ص181.

اندفاع الحركة بتدبيرٍ مقصود إلى جهةٍ محددةٍ وإلى أبعد مدى.

### وصف
الدّال حركةٌ جوهريةٌ وهو من الأصوات الأصيلة المستقلة. وصورته الجامدة مختلفةٌ بالطبع عن الصورة الموضحة بالرسم. فالرسم يحاول إبراز الحركة فقط من خلال التغيِّر بين الرسم الأيمن والرسم الأيسر.

### الشرح
حركة الدّال عنيفةٌ وشديدةُ الوطأة ولذلك تمَّ تعزيز السهم بسهمين آخرين أقصر طولاً للدلالة على العنف وشدّة الاندفاع. وكما تلاحظ في الرسم فإنّه لم يحصل أي تغيّرٍ في الحركة ذاتها، وإنّما انتقلت هي من موضعٍ إلى موضعٍ آخر بعنفٍ فقط، وهذا قد يوهمك إذا تمسّكت به لأنّ الحركة الأصلية للدّال هي حركةٌ جوهريةٌ فيفترض أنّها تحدث داخل الدائرة وهو شيء لا يمكن رسمه، ولذلك فالاندفاع مرسومٌ على العموم.
في بعض الحروف الأخرى يمكن تصوّر ورسم الحركة كما في حرف الحاء الذي هو تعاظم للحركة فأمكن رسم الدائرة الثانية للحركة والناتجة منه بحجمٍ أكبر، أما الدّال فهو اندفاع الحركة إلى هدفٍ مقصودٍ ومحدّدٍ سلفاً وبشدةٍ، لذلك جعلنا الحركة كلّها تنتقل، فقوّة الدّال ظهرت في الرسم في السهام لا في الدوائر نفسها
وبصفةٍ عامةٍ يستحسن الاطلاع على بضعةِ حروفٍ قبل أن تزعج نفسك بالتفكير دون طائل، وعندها سوف تتجلّى لك الحركة الجوهرية من خلال التسلسلات المتنوعة ولا تتوقف عند أول إشكالٍ قد يخطر ببالك، بل انطلق قدماً في الاطلاع على بقية الحروف وتسلسلاتها ليكون في إمكانك حلُّ الإشكالات كافة.
تظهر لك حركة الدال المقصودة سلفاً والمندفعة بشدّةٍ في جميع التسلسلات التي تنطوي على تلك الحركة حتى لو كانت كامنةً فيها. فمثلاً التسلسل المؤلف من دال وراء ـ مهما كان مظهر الألف الرابط بينهما كالياء أو الواو أو الألف أو أجزاءهم من العلامات ـ ينطوي على حركةٍ عامةٍ، فالعلامات تغيِّر من الاتجاه العام للحركة لكنها لا تؤثّر على هذا التسلسل من حيث هو اندفاعٌ مقصودٌ إلى حدٍّ معينٍ ويتلوه الراء الذي يفيد إجراء هذا الاندفاع بصورةٍ منظمةٍ ومكرّرةٍ لمراتٍ عديدةٍ. فلفظ دور (door) في الإنجليزية والذي يترجم إلى (باب) ينطوي على تلك الحركة الكامنة، فإطلاقه على الباب هو من جهة كونها تتحرّك باتجاهٍ محدّدٍ وإلى حدٍّ معينٍ دوماً، وهذه الحركة الكامنة فيها تكرارٌ بحرف الراء.
وهذا اللفظ يقابله لفظ (الدَّور) في العربية والذي يستعمل لما يدور حيث حافظ على صورة هذه الحركة العامة. وكذلك لفظي (الدار) و (الدير) مع الأخذ بنظر الاعتبار معاني العلامات وأحرف العلّة التي سنوضحها في موضعها من هذا البحث.

## حرف الدال في القرآن الكريم
ذكر حرف الدال في القرآن الكريم (5991 مرة)، على النحو التالي:
- ساكنًا: 1011 مرة، وهي 965 بالسكون الظاهر، وحرف الدال المدغم في التاء (45 مرة)، وحرف الدال المدغم في الدال (مرة واحدة).
- متحركًا (4366 مرة): وهي 1625 مرة متحركًا بالفتح، و1418 مرة متحركًا بالضم، و1323 مرة متحركًا بالكسر.
- منونًا (614 مرة): وهي 337 مرة منونًا بالفتح، و140 مرات منونًا بالضم، و137 مرات منونًا بالكسر.

## في الاعتقاد الروحاني
حرف الدال وهو حرف ناطق دال على العلوم والحكمة وهو منسوب لعطارد ونسبته طبيعية توافقه حشا ومعنًا. وهو بارد رطب وكل ما كان في عطارد من الحركات وغيرها فهو في حرف الدال. وهو ذو طبعٍ مائيٍّ. وحرف الدال للمودة والمحبة والبركة.

### خواصه الروحية
وهذا الحرف له خواص، ومن كتبه أربع مرات على ورم حارٍ أو غيره أذهبه الله، ومن كتب شكله الهندي (67) على حرق النار لم يضره ألم الحرق ولا يقرح.
ومن نزَّل أعداده وهي 35 في مربع وكتب في زاويته حرف الدال خارج الوفق على لوح من اليشم وحمله من به وجع الأمعاء نفعه.
ومن كتبه في مربع على لوح فضة ملغوم بزئبق ساعة عطارد وشرفه ونظر إليه كل يوم 4 مرات وكلما نظر إليه يسأل الله الأسرار الموضوعة في حرف الدال أن يؤتيه الحكمة وما أراد من العلوم فإنه يؤتيه ما طلب، وهذه صورته:
| 5445 5445 |
| --------- |

ودعاؤه هو: